# Gelenktriebwagen NGT8D

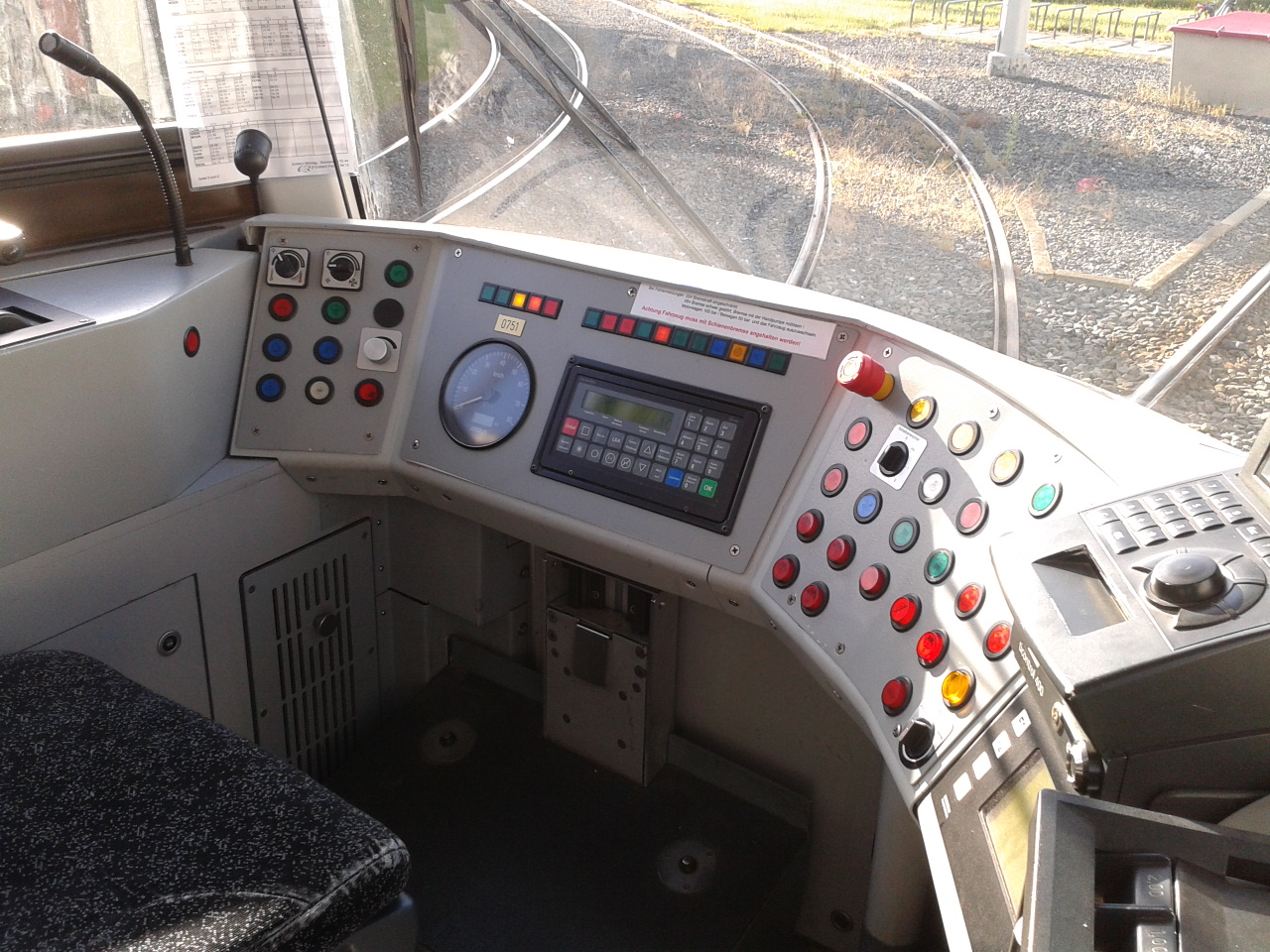
Führerstand des NGT8D, Braunschweig Wagennummer 0751

NGT8D ist die Bezeichnung eines von 1994 bis 2012 gebauten Straßenbahn-Fahrzeugtyps, der in Magdeburg, Darmstadt, Gera und Braunschweig eingesetzt wird. Die Abkürzung steht für Niederflur-Gelenktriebwagen mit 8 Achsen und Drehstrommotor. Es handelt sich um dreiteilige Gelenkwagen mit aufgesattelten Endwagen und einem auf zwei Drehgestellen laufenden Mittelteil, die stets als Einrichtungswagen ausgeführt sind. Seitens des Herstellers Alstom wurde der Fahrzeugtyp zeitweise auch unter der Bezeichnung Citadis 200 als Teil der Citadis-Familie vermarktet und beispielsweise für die Straßenbahn Amsterdam angeboten. Diese Benennung setzte sich jedoch nicht durch.

## Technik und Aufbau
Die aufgesattelten Endwagen laufen jeweils auf einem außengelagerten Triebdrehgestell mit 1800 mm Radsatzabstand. Die Räder haben einen für Niederflurstraßenbahnwagen üblichen Durchmesser von 590 mm. Der Antrieb ist vollständig abgefedert ausgeführt. Die jeweils zwei wassergekühlten Drehstrom-Asynchronmaschinen mit einer Dauerleistung von 95 kW sind quer in den Drehgestellen angeordnet. Bei den Braunschweiger Wagen sind die Motoren abweichend luftgekühlt (selbstbelüftet) und haben eine Dauerleistung von 105 kW. Die Primärfederung zwischen Radsatz und Drehgestellrahmen ist mit Metall-Gummi-Federn ausgeführt, die Sekundärfederung zwischen Drehgestell und Wagenkasten mit in Gummi gelagerten Schraubenfedern. Die Konstruktion mit durchgehenden Radsatzwellen bei üblichem Raddurchmesser und Antrieb erlaubt über den Triebdrehgestellen keinen niederflurigen Fußboden. Er liegt in diesem Bereich 587 mm bzw. 585 mm über der Schienenoberkante. Vom Niederflurbereich aus ist eine Stufe zu überwinden. Die Triebdrehgestelle wurden, angepasst an höhere Belastungen bei gleich langen Fahrzeugen mit einem Fahrwerk weniger, auch beim Citadis 301/401 sowie bei den Citadis 100 für die Straßenbahnen Danzig und im oberschlesischen Industriegebiet verwendet.
Der mittlere Wagenteil läuft dagegen auf zwei außengelagerten Laufdrehgestellen mit besonders kleinen Rädern und 1200 mm Radsatzabstand. Aufgrund des Raddurchmessers von 410 mm liegen die Radsatzwellen so niedrig, dass der Fußboden im Durchgang niederflurig auf 350 mm liegen kann. Die Sitze über den Laufdrehgestellen stehen jedoch auf 225 mm hohen Podesten. Beim in Fahrtrichtung hinteren Laufdrehgestell sind die Radsätze ungebremst, eine Magnetschienenbremse ist jedoch auch dort vorhanden. Die Primärfederung ist mit konusförmigen Metall-Gummi-Federn ausgeführt, die Sekundärfederung mit in Reihe geschalteten Schraubenfedern und Metall-Gummi-Elementen. Auf den Laufdrehgestellen des NGT8D basieren auch die Laufdrehgestelle des Citadis 403.
Die Fahrzeuge haben auch bei schlechter Gleislage sehr gute Fahreigenschaften. Die mittleren Laufleistungen der Räder der Magdeburger Wagen wurden 2002 mit 350 000 Kilometern bei den Triebrädern und 250 000 Kilometern bei den Laufrädern angegeben. Solche Werte sind bei Niederflurwagen im üblichen Rahmen.
Die beiden Gelenke haben jeweils alle drei Freiheitsgrade der Rotation, die Wankbewegungen sind jedoch gedämpft. Der Drehpunktabstand zwischen Gelenk und Triebdrehgestell beträgt stets 5825 mm. Die Drehpunktabstände des Mittelteils und dessen Gesamtlänge unterscheiden sich jedoch. Bei den Magdeburger und Braunschweiger Wagen ist es etwas länger mit 5250 mm Drehzapfenabstand und 2325 mm zwischen Drehzapfen und Gelenkdrehpunkt. Bei den Geraer und Darmstädter Fahrzeugen sind es 4550 mm und 1800 mm. Deutlich sichtbar ist der Längenunterschied durch die unterschiedliche Fensteranzahl auf der türlosen Seite und die unterschiedlichen Fensterbreiten auf der Einstiegsseite.
Zwischen den beiden Laufdrehgestellen sowie zwischen Triebdrehgestell und Gelenk ist jeweils eine Doppeltür mit einer lichten Weite von 1300 mm und einer Einstiegshöhe von 300 mm angeordnet. Jeweils zwischen Triebdrehgestell und Wagenende gibt es zudem eine Einzeltür, die nicht parallel zum Bahnsteig liegt. In der Magdeburger Variante sind deren Türblätter identisch zu denjenigen der Doppeltüren. Bei der Darmstädter Variante ST14 haben die Einzeltüren eine lichte Weite von 700 mm. Bei der Braunschweiger Variante ist die hintere Einzeltür ebenfalls 700 mm breit, die vordere jedoch 850 mm.
Die Wagenkästen sind geschweißte Stahlkonstruktionen. Für Magdeburg und Braunschweig wurden sie mit einer Breite von 2,3 Metern gebaut, für Darmstadt und Gera mit einer Breite von 2,4 Metern. Im Gegensatz zu den anderen Fahrzeugserien erhielten die Darmstädter ST14 und die Geraer Wagen Klimaanlagen auch für den Fahrgastraum.
Viele Elemente des NGT8D wurden auch bei den Beiwagen des Typs SB9 der Straßenbahn Darmstadt verwendet, die Laufdrehgestelle sind identisch zu denjenigen des ST13. Obwohl der Einsatz von Niederflurgelenktriebwagen mit Beiwagen insgesamt selten ist, wurde oder wird er beim NGT8D von allen vier Kunden praktiziert (in Gera noch in Vorbereitung).

## Magdeburg
Die Magdeburger Verkehrsbetriebe (MVB) besitzen 83 Triebwagen dieses Typs, mit den Betriebsnummern 1301–1383. Es ist der erste niederflurige Fahrzeugtyp der Straßenbahn Magdeburg. Die Fahrzeuge wurden in vier Lieferserien ausgeliefert, die sich geringfügig voneinander unterscheiden. Die teil-ausgebauten Wagenkästen der Fahrzeuge 1301–1325 vom Waggonbau Dessau sind in Dessau hergestellt worden, die Wagenkästen der Fahrzeuge der Betriebsnummern 1326–1372 von Bombardier Transportation in Bautzen und die Wagenkästen der Fahrzeuge der Betriebsnummern 1373–1383 von Bombardier Transportation in Ammendorf. Die Endmontage aller Fahrzeuge fand bei Alstom LHB in Salzgitter statt.

### Ausschreibung
Zur Beschaffung dieser Fahrzeuge veröffentlichten die MVB 1991 eine Ausschreibung über bis zu 120 Exemplare. Neben dem ausgewählten gingen fünf Angebote aus Deutschland sowie eines aus dem Ausland ein. Der dreiteilige Grundaufbau mit je einem Triebdrehgestell unter den Endteilen und zwei Laufdrehgestellen mit kleineren Rädern unter dem Mittelteil wurde bereits in der Ausschreibung gefordert. Als Alternative dazu waren jedoch auch vollständig niederflurige Konstruktionen zugelassen. Für den uneingeschränkten Einsatz im Streckennetz durfte die Hüllkurve des Typs T4D in Gleisbögen nicht nach außen überschritten werden. Neben der Wagenlänge von maximal 30 Metern (über Kupplung) und der Breite von 2,3 Metern war beispielsweise auch eine Gangbreite von mindestens 480 mm zwischen den Sitzen vorgegeben. Der Durchmesser der angetriebenen Räder durfte 590 bis 640 mm betragen, derjenige der Laufräder 410 bis 510 mm. Für die Wagenkästen wurde eine selbsttragende Stahlleichtbaukonstruktion gefordert.

### Ausstattung
Ein Triebwagen ist 29,3 Meter lang und hat 70 Sitz- und 155 Stehplätze, insgesamt können also 225 Personen befördert werden. Ursprünglich gab es 71 Sitzplätze in den NGT8D. Jedoch musste der 71. Sitzplatz in allen Fahrzeugen durch den Einbau der Fahrkartenautomaten 2008 ausgebaut werden. Die Haltestangen sind in den Fahrzeugen der ersten drei Serien erikaviolett und in der vierten Serie grün lackiert.

### Einsatz
Die NGT8D sind auf allen Linien anzutreffen. Seit dem 2. März 2011 erfolgt auch ein Beiwagenbetrieb mit Tatra B6A2D, diese Kombinationen besitzen etwa die Kapazität der Tatra-Großzüge. Die aus Berlin übernommenen Beiwagen wurden durch MVB-Fachkräfte modernisiert und für den Einsatz hinter den NF-Wagen angepasst. Für jede der elf Zugkombinationen entstanden etwa 120.000 Euro Kosten. Die Beiwagen tragen die Betriebsnummern 2201 bis 2211 und sind mit den NGT8D 1301 bis 1311 gekuppelt.
Magdeburger NGT8D wurden auch in einigen anderen Netzen präsentiert, beispielsweise bei der Straßenbahn Stockholm, der Straßenbahn München (1995), mehreren polnischen Betrieben (November 2000 bis Januar 2001) und der Straßenbahn Potsdam (Juli 2005).

## Darmstadt
Die HEAG mobilo GmbH  besitzt 38 Wagen dieses Typs, ausgeliefert in zwei Lieferserien (ST13 + ST14). Teilweise erfolgt Beiwagenbetrieb mit Wagen des Typs SB9.

## Gera
Die Verkehrs- und Betriebsgesellschaft Gera setzt 12 Fahrzeuge dieses Fahrzeugtyps ein, die sie vom insolventen Geraer Verkehrsbetrieb übernommen hatte. Sie wurden gemeinsam mit den Darmstädter ST14 gekauft, anders als diese jedoch ohne Eignung für den Beiwagenbetrieb. Nach entsprechender technischer Anpassung sollen sie jedoch zukünftig teilweise mit 2024 aus Darmstadt übernommenen Beiwagen des Typs SB9 eingesetzt werden. Bereits 2009 wurde der Beiwagenbetrieb mit einem aus Darmstadt geliehenen Zug aus ST14 und SB9 erprobt.
Die Geraer Fahrzeuge sind auch unter der abweichenden Typenbezeichnung NGT8G bekannt.

## Braunschweig
Die Braunschweiger Verkehrs-GmbH besitzt seit 2007 12 Fahrzeuge des Wagentyps. Zur Erhöhung der Kapazität wurden einige DUEWAG-B4-Beiwagen der 1974er-Serie farblich und technisch angepasst, um mit den NGT8D eingesetzt zu werden. Aufgrund der Bahnsteiglängen musste die letzte Tür des Beiwagens ausgebaut werden. Seit 2021 ist diese besondere Konstellation nicht mehr im Einsatz.

## Galerie

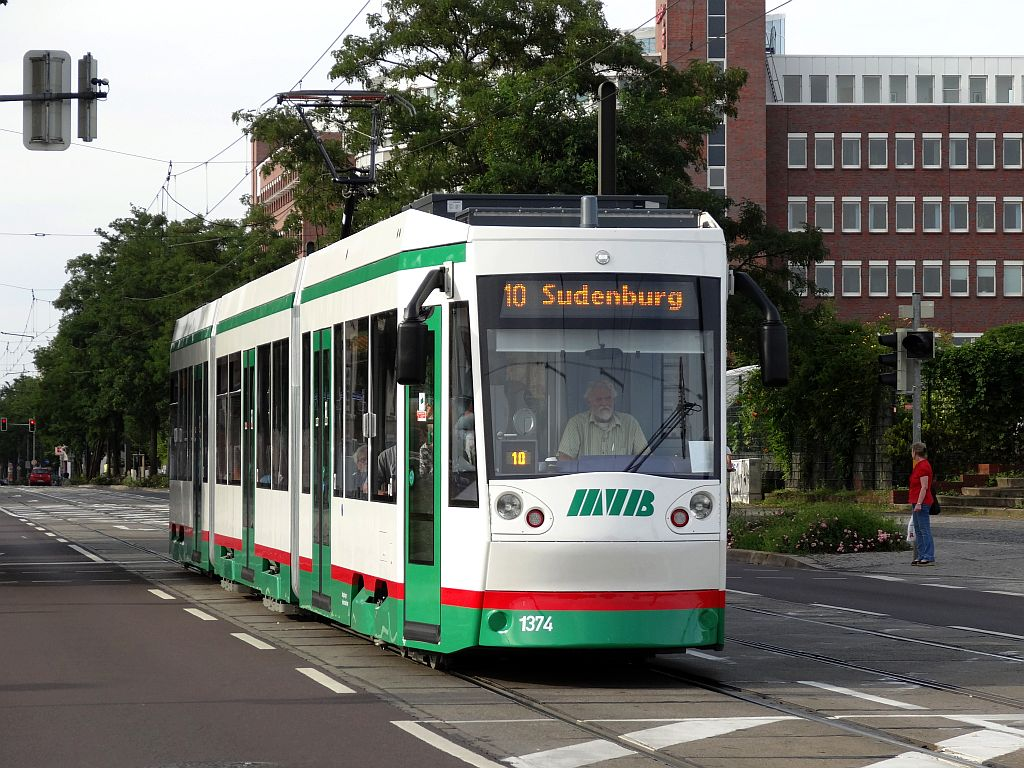
NGT8D am Neustädter Friedhof in Magdeburg
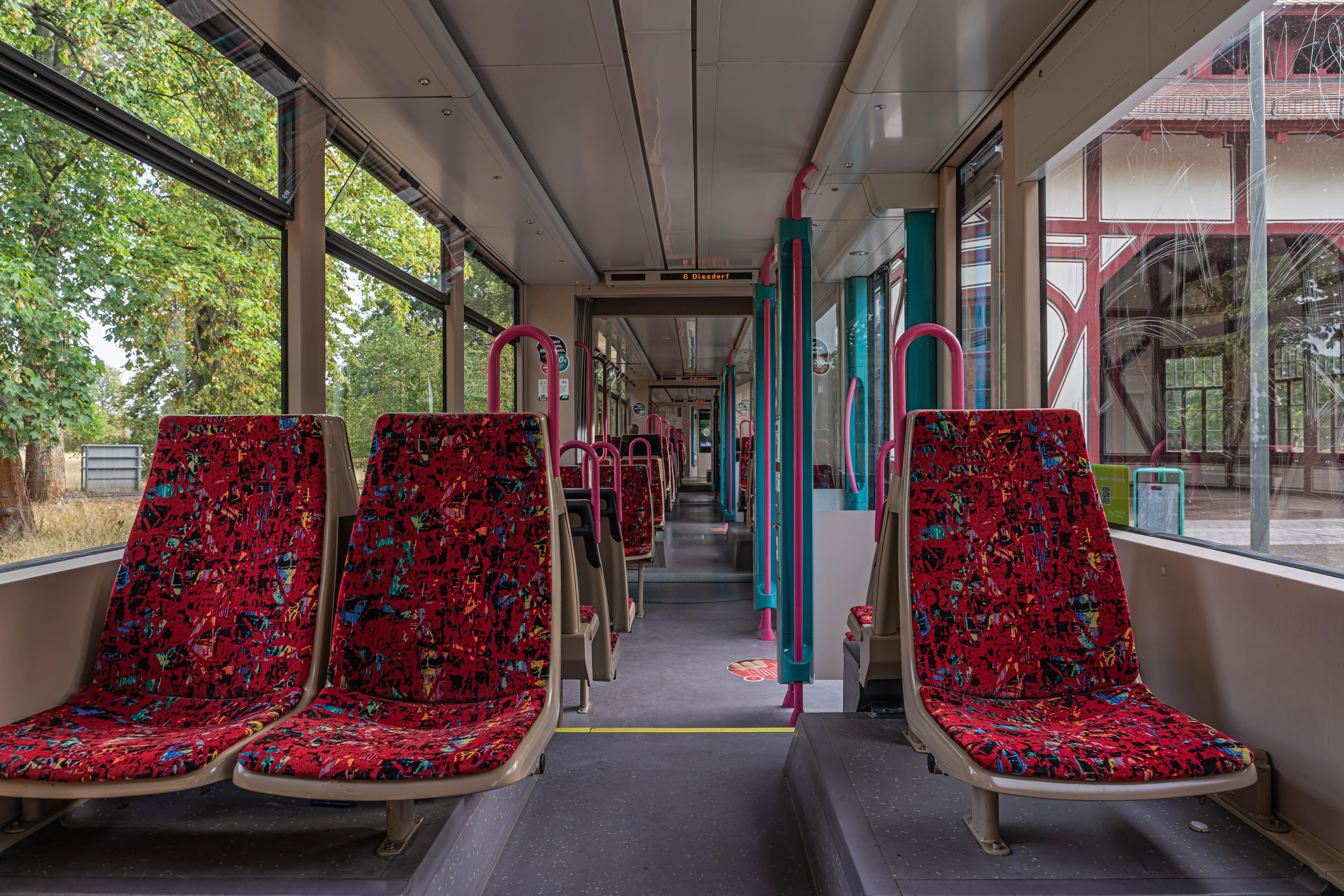
Innenraum des NGT8D Magdeburg
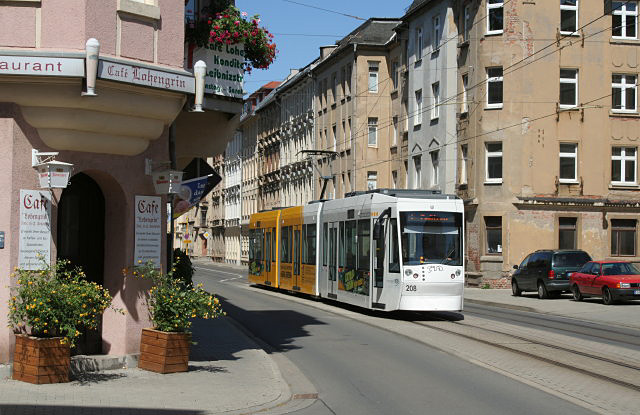
NGT8G in Gera
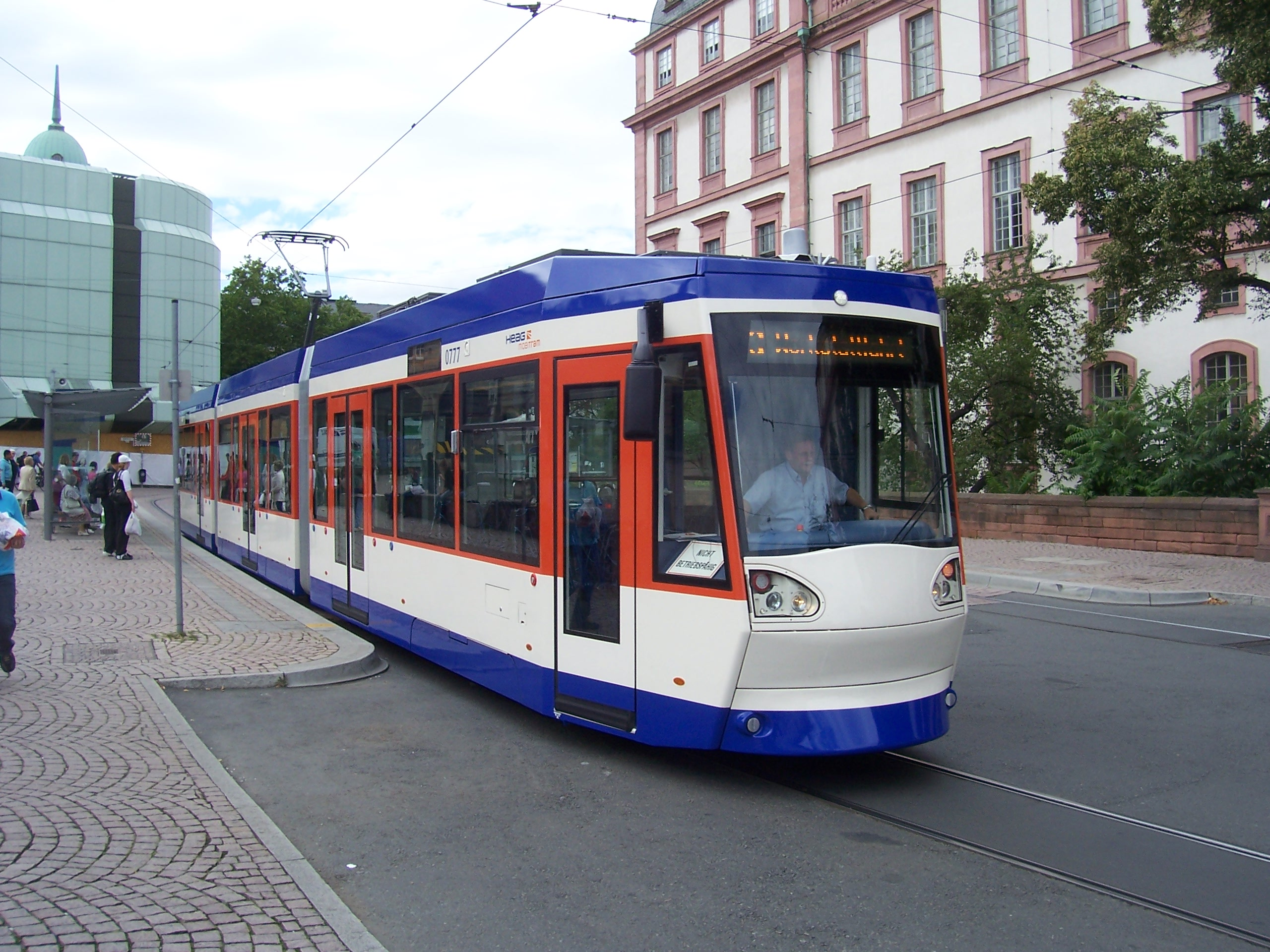
ST14 in Darmstadt
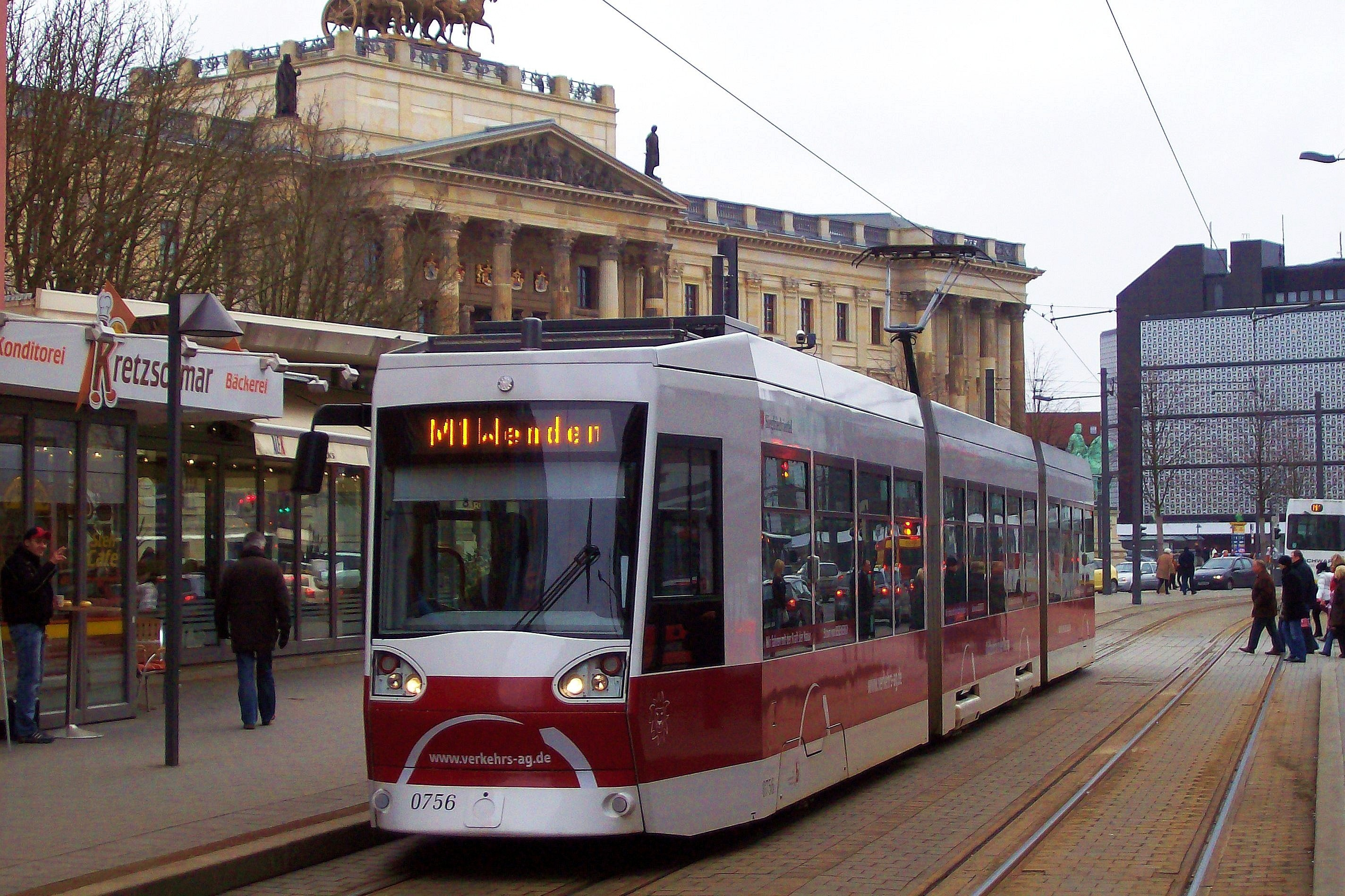
NGT8D in Braunschweig